# Atletismo nos Jogos Olímpicos de Verão de 2008 - Lançamento de martelo masculino
A competição de Lançamento de martelo masculino dos Jogos Olímpicos de Verão de 2008 realizou-se nos dias 15 (eliminatórias) e 17 de Agosto (final).
Os bielorrússos Vadim Devyatovskiy e Ivan Tsikhan ganharam as medalhas de prata e bronze, respectivamente, mas foram desclassicados em 11 de dezembro de 2008. Ambos testaram positivo no antidoping pela presença de testosterona exógena. Porém em junho de 2010 a decisão foi revertida no Tribunal Arbitral do Esporte, que considerou que os testes de doping não foram realizados adequadamente.

## Medalhistas
| Ouro   | SLO Primož Kozmus      |
| Prata  | BLR Vadim Devyatovskiy |
| Bronze | BLR Ivan Tsikhan       |

## Recordes
Antes desta competição, os recordes mundiais e olímpicos da prova eram os seguintes:
| Tipo | Atleta          | Distância | Local     | Data                   |
| ---- | --------------- | --------- | --------- | ---------------------- |
|      | Yuriy Sedykh    | 86,74 m   | Stuttgart | 30 de agosto de 1986   |
|      | Sergey Litvinov | 84,80 m   | Seul      | 26 de setembro de 1988 |

## Resultados

### Eliminatórias
Regras de qualificação: performance mínima de 78.00 (Q) e as 12 melhores seguintes (q) avançaram para a Final.
| #  | Grupo | Atleta                   | País                | #1    | #2    | #3    | Resultado | Notas |
| -- | ----- | ------------------------ | ------------------- | ----- | ----- | ----- | --------- | ----- |
| 1  | A     | Krisztian Pars           | HUN Hungria         | x     | 80.07 |       | 80.07     | Q     |
| 2  | B     | Szymon Ziolkowski        | POL Polônia         | 79.55 |       |       | 79.55     | Q, SB |
| 3  | B     | Primož Kozmus            | SLO Eslovênia       | 79.44 |       |       | 79.44     | Q     |
| 4  | B     | Ivan Tsikhan             | BLR Bielorrússia    | 79.26 |       |       | 79.26     | Q     |
| 5  | A     | Koji Murofushi           | JPN Japão           | 78.16 |       |       | 78.16     | Q     |
| 6  | A     | Markus Esser             | GER Alemanha        | x     | 77.00 | 77.60 | 77.60     | q     |
| 7  | A     | Andras Haklits           | CRO Croácia         | 74.27 | 77.12 | 76.23 | 77.12     | q     |
| 8  | B     | Olli-Pekka Karjalainen   | FIN Finlândia       | 75.49 | x     | 77.07 | 77.07     | q     |
| 9  | B     | Vadim Devyatovskiy       | BLR Bielorrússia    | 73.39 | 76.56 | 76.95 | 76.95     | q     |
| 10 | B     | Libor Charfreitag        | SVK Eslováquia      | 76.03 | x     | 76.61 | 76.61     | q     |
| 11 | B     | James Steacy             | CAN Canadá          | 76.32 | x     | 75.01 | 76.32     | q     |
| 12 | A     | Dilshod Nazarov          | TJK Tajiquistão     | 74.67 | 75.34 | 72.47 | 75.34     | q     |
| 13 | B     | Nicola Vizzoni           | ITA Itália          | 72.82 | x     | 75.01 | 75.01     |       |
| 14 | A     | Yevhen Vynohradov        | UKR Ucrânia         | 73.41 | 74.49 | x     | 74.49     |       |
| 15 | B     | Artem Rubanko            | UKR Ucrânia         | 74.47 | 73.89 | x     | 74.47     |       |
| 16 | B     | Esref Apak               | TUR Turquia         | x     | 74.45 | x     | 74.45     |       |
| 17 | A     | Valeriy Sviatokha        | BLR Bielorrússia    | 74.41 | x     | x     | 74.41     |       |
| 18 | A     | Alexandros Papadimitriou | GRE Grécia          | x     | 74.33 | 73.83 | 74.33     |       |
| 19 | A     | Igors Sokolovs           | LAT Letônia         | 73.72 | 71.50 | x     | 73.72     |       |
| 20 | B     | Ali Mohamed Al-Zinkawi   | KUW Kuwait          | x     | 73.62 | x     | 73.62     |       |
| 21 | A     | Kirill Ikonnikov         | RUS Rússia          | x     | 72.04 | 72.33 | 72.33     |       |
| 22 | B     | Igor Vinichenko          | RUS Rússia          | x     | 72.05 | x     | 72.05     |       |
| 23 | A     | Miloslav Konopka         | SVK Eslováquia      | 71.76 | 71.96 | x     | 71.96     |       |
| 24 | A     | Ihor Tuhay               | UKR Ucrânia         | 71.89 | x     | 70.56 | 71.89     |       |
| 25 | A     | Bergur Ingi Pétursson    | ISL Islândia        | 69.73 | x     | 71.63 | 71.63     |       |
| 26 | B     | Roman Rozna              | MDA Moldávia        | 71.33 | 69.99 | 70.23 | 71.33     |       |
| 27 | B     | A.G. Kruger              | USA Estados Unidos  | 70.58 | 71.21 | x     | 71.21     |       |
| 28 | B     | Dorian Collaku           | ALB Albânia         | 69.14 | 69.84 | 70.98 | 70.98     |       |
| 29 | A     | Lukas Melich             | CZE República Checa | 69.31 | 70.56 | 69.03 | 70.56     |       |
| 30 | B     | Juan Ignacio Cerra       | ARG Argentina       | x     | 70.16 | x     | 70.16     |       |
| 31 | A     | Mohsen El Anany          | EGY Egito           | x     | x     | x     | NM        |       |
| 32 | B     | Amanmurad Hommadov       | TKM Turcomenistão   | x     | x     | x     | NM        |       |
| 33 | A     | Marco Lingua             | ITA Itália          | x     | x     | x     | NM        |       |

### Final
| #                 | Atleta                 | País             | 1     | 2     | 3     | 4     | 5     | 6     | Resultado | Notas |
| ----------------- | ---------------------- | ---------------- | ----- | ----- | ----- | ----- | ----- | ----- | --------- | ----- |
| Medalha de ouro   | Primož Kozmus          | SLO Eslovênia    | 80.75 | 82.02 | 80.79 | 80.64 | 80.98 | 80.85 | 82.02     | SB    |
| Medalha de prata  | Vadim Devyatovskiy     | BLR Bielorrússia | 79.00 | 81.61 | x     | x     | 80.86 | x     | 81.61     |       |
| Medalha de bronze | Ivan Tsikhan           | BLR Bielorrússia | 78.49 | 80.56 | 79.59 | 78.89 | 81.51 | 80.87 | 81.51     |       |
| 4                 | Krisztian Pars         | HUN Hungria      | 78.05 | 80.96 | x     | 80.16 | 80.11 | 79.83 | 80.96     |       |
| 5                 | Koji Murofushi         | JPN Japão        | 79.47 | 80.71 | 79.94 | 77.96 | 78.22 | 77.26 | 80.71     |       |
| 6                 | Olli-Pekka Karjalainen | FIN Finlândia    | 77.92 | 79.59 | 78.99 | x     | 78.88 | x     | 79.59     | SB    |
| 7                 | Szymon Ziółkowski      | POL Polônia      | 75.92 | 79.22 | 79.07 | 79.04 | 76.16 | x     | 79.22     |       |
| 8                 | Libor Charfreitag      | SVK Eslováquia   | x     | 77.62 | 76.83 | 77.26 | 78.65 | x     | 78.65     |       |
| 9                 | Markus Esser           | GER Alemanha     | 74.56 | x     | 77.10 |       |       |       | 77.10     |       |
| 10                | András Haklits         | CRO Croácia      | x     | 75.78 | 76.58 |       |       |       | 76.58     |       |
| 11                | Dilshod Nazarov        | TJK Tajiquistão  | 72.97 | 76.54 | x     |       |       |       | 76.54     |       |
| 12                | James Steacy           | CAN Canadá       | 75.72 | 75.54 | 74.06 |       |       |       | 75.72     |       |